# یواس‌اس دور (ای‌ام-۲۲۳)
یواس‌اس دور (ای‌ام-۲۲۳) (به انگلیسی: USS Dour (AM-223)) یک کشتی بود که طول آن ۱۸۴ فوت ۶ اینچ (۵۶٫۲۴ متر) بود. این کشتی در سال ۱۹۴۴ ساخته شد.